# Das Böse

Der Drudenfuß ist eines von vielen Symbolen, die mit dem Bösen in Verbindung gebracht werden.

Das Böse (von althochdeutsch bôsi, von germanisch *bausja- ‚gering‘, ‚schlecht‘, genaue Etymologie unklar) ist der Gegenbegriff zum Guten und ein zentraler Gegenstand der Religion, Religionswissenschaft, Kulturwissenschaft, Religionsphilosophie und der philosophischen Ethik. Dabei wird es als Inbegriff des moralisch Falschen verstanden, oder als Kraft, die moralisch falsches Handeln antreibt, gelegentlich auch als mythologische, das Weltgeschehen beeinflussende Grundkraft, die zum Guten in einem dualistischen oder antagonistischen Verhältnis steht; das Böse wurde u. a. als Quelle der Übel betrachtet. Das dem Substantiv zugrundeliegende Adjektiv „böse“ wird im Sprachgebrauch allgemein etwas Unangenehmem oder sogar Schädigendem beigelegt, insbesondere wird ein Verhalten damit bezeichnet, dessen Absicht eigenwillig und gegen den Willen anderer gerichtet ist oder diesen grundsätzlich nicht berücksichtigt. Unter diese Gebrauchsregel fällt auch die Bezeichnung von sündhaftem Verhalten als böse, falls es sich religiös begründeten Normen verschließt oder sie bewusst verletzt.

## Philosophie
In der philosophischen Ethik werden im Allgemeinen eine Handlung oder der diese erstrebende Wille als böse bezeichnet, wenn die Handlung als moralisch unzulässig bewertet wird. Je nach ethischer Position werden allerdings unterschiedliche Kriterien angelegt. Beispielsweise beurteilen konsequentialistische Theorien hierfür die Handlungsfolgen, teleologische die erstrebten Handlungsziele, deontologische die betroffenen Güter oder Pflichten oder Regeln; gesinnungsethische und teils auch tugendethische Ansätze sehen oftmals von der Handlung ganz ab und beurteilen lediglich den Willen. Es lassen sich zwei zentrale Auffassungen des Bösen unterscheiden. Die Privationstheorie des Bösen versteht dieses als einen bloßen Mangel an Sein. Klassische Vertreter dieser Auffassung sind unter anderem Plotin, Augustinus, Thomas von Aquin und Gottfried Wilhelm Leibniz. Die Perversionstheorie dagegen fasst das Böse als eine eigene Wirklichkeit auf, die die Ordnung des Guten aktiv verkehre. Vertreter dieser Auffassung sind vor allem Kant, Schelling und Kierkegaard.

### Philosophiegeschichte
In seiner Sentenzensammlung Encheiridion ‚Handbüchlein der Moral‘ beschreibt Epiktet, dass ebenso, wie ein Ziel nicht zum Verfehlen aufgestellt werde, das Schlechte kein Ziel sein und in der Weltordnung und im Sein keine Erstursache haben könne. Das Böse könne jedoch auch als solches angestrebt werden. Dabei wirft der Wille zum Bösen die Frage nach dem Ursprung des Bösen auf.
Augustinus zufolge kommt das Böse aus dem freien Willen des Menschen in die Welt. Durch die Erbsünde hat der Mensch seinen freien Willen verloren und trägt die Schuld für sein Leiden. Augustinus sieht alles Leiden als eine Konsequenz der Erbsünde des Menschen. Von zahlreichen Philosophen und Theologen (z. B. bei Augustinus und fast durchweg im Mittelalter) wird das Böse als substanzlos charakterisiert. Es ist ein bloßer Mangel des Guten (ein privativum). Als Privation wird beispielsweise auch die Blindheit analysiert: Blindheit sei keine positive Qualität, sondern schlicht Mangel an Sehfähigkeit. So wie Kälte lediglich Abwesenheit von Wärme ist, so sei das Böse lediglich Abwesenheit des Guten bzw. Gottes.
Benedict de Spinoza kennzeichnete das Böse in seinem Werk Ethica, ordine geometrico demonstrata (deutsch: ‚Ethik in geometrischer Ordnung dargestellt‘) als subjektive Zuschreibung: das was die Selbstbehauptung des Einzelnen hemme, nenne der Betreffende „böse“ (entsprechend umgekehrt gilt dies ihm zufolge ebenso für den Begriff „gut“).
Eine Hinwendung zum Bösen empfahl de Sade, dem zufolge die Bösen ein glückliches und erfolgreiches Verbrecherleben führen können, während die Guten die unglücklichen Opfer der Bösen werden. Böse Leute bei de Sade sind individualistische, zweckrationale Egoisten und Zyniker, denen es nur um ihren eigenen Genuss geht. Da sie weder Solidarität noch Mitgefühl kennen, kooperieren sie ausschließlich bei eigenem Vorteil. Religionen und Weltanschauungen, die der Gemeinschaft von Menschen einen eigenständigen, vom individuellen Vorteil unabhängigen Wert zumessen, lehnen sie daher ab. Die Ideologien, die im 20. Jahrhundert zu millionenfachen Massenmorden geführt haben, sind somit nicht mit de Sades Konzeption des Bösen zu vereinbaren.
Das Böse sei dem menschlichen Wesen innewohnend und wesentlich (vgl. Immanenz) postuliert Immanuel Kant 1793 in seiner religionsphilosophischen Schrift Die Religion innerhalb der Grenzen der bloßen Vernunft. Es ist als ein radikales Böse ein wesentlicher Bestandteil der menschlichen Natur, da dieser nicht nur ein Vernunftwesen, sondern auch ein Wesen mit empirischen Bedürfnissen sei.
Friedrich Nietzsche erklärt das Böse zu einem Konstrukt christlicher Sklavenmoral, das die ursprüngliche Unterscheidung von gut und schlecht in gut und böse umgekehrt habe.
Karl Jaspers stellt für das Verhältnis zwischen Gut und Böse drei Stufen vor, auf denen der Mensch Alternativen hat und damit zur Entscheidung gefordert ist.
1. Moralisches Verhältnis: Dieses Verhältnis steht im Sinn Kants zwischen Pflicht und Neigung. Böse ist, sich von den unmittelbaren Antrieben leiten zu lassen. Dem gegenüber steht die Beherrschung der unmittelbaren Antriebe durch den sittlichen Gesetzen folgenden Willen. Wie auf den anderen Stufen entscheidet nicht das konkrete Handlungsergebnis darüber, ob der handelnde Mensch böse sei, sondern die Auswahl seines Antriebs.
2. Ethisches Verhältnis: Das Verhältnis wird erst von der Wahrhaftigkeit der Motive bestimmt. In der Realität des Handelns sowohl unter Bedingtem wie auch Unbedingtem macht das Unbedingte vom Bedingten abhängig. Er nimmt sich selbst seine Wahlfreiheit und entzieht sich somit seiner Verantwortung. Böse ist hier Schwäche, die der Neigung nachgibt. Böse ist sogar die Scheingüte als Luxus glücklicher Verhältnisse. Alternativlosigkeit wird instrumentalisiert, um dem Handelnden den Konflikt zu ersparen.
3. Metaphysisches Verhältnis: Hier bestimmt das Verhältnis zwischen zum Sein drängender Liebe und zum Nichtsein drängender Hass das Verhältnis zwischen Gut und Böse. Böse ist erst der Wille zum Bösen (auch ausgedrückt in der Entschuldigung des Bösen), der hier ein Wille zur Zerstörung ist.

Die erste Stufe ist die strikteste hinsichtlich ihrer Anforderung an den Handelnden: Triebhaftigkeit jeder Art. Auf der zweiten und schwächeren Stufe ist erst ein Mangel das Kriterium für das Böse: der Mangel an Wille zum Guten, zur Wahrhaftigkeit. Auf der dritten und schwächsten Stufe ist ein Vorhandensein das Kriterium für das Böse: das Vorhandensein des Willens zum Bösen.
Den drei Stufen gemeinsam ist, dass das Handlungsergebnis nicht als Kriterium für das Böse dient. Kein Zweck kann so die Mittel heiligen. Die Mittel sind im Fokus. Dieser bei sorgfältig durchdachtem Handeln mögliche Ansatz zur Definition des Bösen ist eine Herausforderung sowohl einerseits an die Gruppe Relativismus, Pragmatismus und Subjektivismus, die den Raum für Alternativen durch ergebnisorientierte Vorwertungen einschränkt, wie auch andererseits an den Fundamentalismus, der Alternativlosigkeit hart konstruiert.
Der Bezug auf die Entscheidungsweise – auf den Weg – anstelle eines Bezugs auf Handlungsergebnisse – auf das Ziel – hat auch Gemeinsamkeiten mit urbuddhistischen Auffassungen, in denen nicht Ergebnisse bewertet und göttliche Vorgaben befolgt werden, sondern Getriebenheit durch Gier und fehlendes Bemühen um Erkenntnis zu bösem Handeln führt.

### Moralischer Realismus
Einige modernere philosophische Positionen vertreten wie schon Spinoza, dass die Standpunktabhängigkeit für ethische Urteile prinzipiell wesentlich sei. Diese Haltung vertreten verschiedene Positionen des moralischen Relativismus sowie einige Positionen des Pragmatismus und Subjektivismus. Die Kontextabhängigkeit wird von den verschiedenen Positionen unterschiedlich stark hervorgehoben. Die konkrete Beurteilung des moralischen Wertes ist vom jeweiligen Kontext der Situation und des Beurteilenden abhängig.
Gemäß anderen ethischen Positionen gebe es feste moralische Wahrheiten, kontextunabhängig bestehende moralische Werte und Güter. Auch diese Positionen beanspruchen, ihren eigenen grundlegenden moralischen Intuitionen gerecht zu werden. Dennoch werden einige ethische Theorien, besonders deontologische Theorien, als rigoristisch kritisiert. So etwa, wenn Kant entschieden den Grundsatz „Sollen setzt Können voraus“ ablehnt (siehe auch Sollensanspruch).
In verschiedenen Gesellschaften und deren Teilsystemen, insbesondere in vielen Religionen, existieren Konventionen, welche die ethische Bewertung der meisten Handlungsweisen regeln. Welchen Stellenwert diese Konventionen für die Begründung und Gültigkeit moralischer Urteile haben, wird unterschiedlich bewertet. Immanuel Kant unterschied in dem Text  Was ist Aufklärung zwischen einem freien, öffentlichem Gebrauch der Vernunft und einem, der an Institutionen gebunden ist. Als Mitglied der Gelehrtenrepublik müsste nach Kants Argumentation auch ein Prediger die Geltungsbedingungen seiner eigenen religiösen Konventionen zur Debatte stellen, in seiner Eigenschaft als Glied seiner Kirche sei er jedoch gerechtfertigt und verpflichtet, sich fraglos an diese zu halten.
Der Philosoph und Existentialist Emil Cioran schrieb:
„Schüchtern, ohne Dynamik, ist das Gute unfähig, sich mitzuteilen, das viel eifrigere Böse will sich übertragen und erreicht es, denn es besitzt das zweifache Privilegium, faszinierend und ansteckend zu sein.“
Einige Entwürfe der theologischen Ethik vertreten Zwischenpositionen. So vertritt etwa Alfons Auer die Meinung, ethische Urteile bezögen ihren Motivationshorizont aus religiösen Überzeugungen, seien aber autonom zu begründen.  Nach der Erschließung von Werteinsichten hat die Begründung normativer Aussagen zu erfolgen. Erstere sind daher Bedingungskontext von Normbegründungen. Damit sind theologische Aussagen interpretierender Kontext einer in sich selbständigen ethischen Argumentation.
Auch etwa Gerhard Ringeling betont, das Christentum habe eine bestimmte Kulturerfahrung und prägte von dieser her seine Rezeption neuer Erfahrungen. Integrierung dieser Erfahrungen sei aber auch als dysfunktional zu herrschenden Kommunikationstrends aufzufassen.
Dietmar Mieth etwa unterscheidet wie folgt:
- Soziale Normen sind nicht durch Einsicht in Gründe begründet, sondern aufgrund sozialer Beziehung und entlasten den Menschen von einer Dauerreflexion des Verhaltens.
- Sittliche Normen dagegen integrieren und überbieten biologische oder jurischen Normverständnisse in Richtung auf eine freie Orientierung menschlichen Handelns und sind Wertvorzugsurteile, also Abwägungen von Werten unter vorgegebenen Bedingungen, generelle oder relative Vorrangregeln im Falle des Wertkonflikts. Von Normen ist daher erst dann zu sprechen, wenn die Klausel der Anwendung eindeutig geklärt ist.
- Deontologische Normen sind Normen, die immer gebieten oder verbieten (etwa: die Wahrheit sagen und die Lüge meiden)
- Teleologische Normen gebieten oder verbieten im Hinblick auf die Wirkungen des Handelns und geben daher genau die Umstände an (etwa: die direkte Tötung eines unschuldigen Lebens ist nicht erlaubt).

Wer nicht an die Existenz (standpunktunabhängiger) deontologischer Normen glaubt, kann diese immerhin darin gerechtfertigt sehen, allgemeine Werteinsichten mit höchster Dringlichkeit einzuschärfen. Normative Ethik hat, so Mieth, ihre Stärke in der Abgrenzung des Bösen und damit im Gewinn eines Rahmens für das Gute und ist demnach entweder formal oder kasuistisch. Als Vermeidungsimperative verstandene Normen benennen also das Nicht-Mehr-Gute (Böse), lassen damit aber das Gute als das material Sittliche offen. Für konkrete Urteile sind Erfahrungskontexte, wie für Auer, entscheidend: auf einfachen Werteinsichten ruhen komplexere Werturteile auf, die aus dem Wertkonflikt erst entstehen – aber auch einfache Werteinsichten sind schon keineswegs selbstverständlich. Die dafür nötige Kompetenz beruht auf Erfahrung als integrierender Aneignung (nicht als Empirie, sondern als Erfahrung, die durch symbolische Muster vermittelt wird). Ein Ethos bildet sich demnach aus dem Zusammenwirken von Werteinsichten. Letztlich steht nicht die Frage nach den richtigen Normen, sondern nach der personalen Aneignung der Sittlichkeit („Wie soll ich sein? Was kann ich tun?“) im Vordergrund.
Dies bedingt nicht nur eine normative, sondern auch haltungspädagogische Behandlung ethischer Probleme.
Nach Schmidt-Salomon ist der Begriff des Bösen ethisch nicht sinnvoll, da niemand sich selbst als böse versteht. Das Böse ist ihm zufolge im Wesentlichen ein Kampfbegriff zur Legitimation der Ausgrenzung und Ermordung von angeblich bösen Anderen.

## Religionen
In der Religionswissenschaft werden zwei Formen des Bösen unterschieden: einerseits Böses in der menschlichen Sphäre (der Gegenpol des sittlich Guten), andererseits böse „göttliche“ bzw. geistige Mächte oder Kräfte, die in schädlicher Weise wirken oder denen in ethischer Hinsicht schlechte Einflüsse zu eigen sind, das „numinose Böse“
In vielen Religionen (das typische Beispiel Manichäismus wird in jüngeren Forschungen oft differenzierter beurteilt), tendenziell auch in Phasen und Teilen des Christentums, gibt es Strömungen, die die Welt als Schauplatz eines Kampfes zwischen „Gut“ und „Böse“ betrachten. Die guten Elemente (Götter/Engel) bekämpfen die bösen Elemente (Götter/Dämonen). In diesem Konzept hat jeder Mensch die Wahl, sich entweder für die gute oder die böse Seite zu entscheiden.
Ein solcher Dualismus steht allerdings im Widerspruch zu einem konsequent verstandenen Monotheismus: Wenn Gott die einzige Ursache der Welt ist, kann daneben keine zweite (böse) Macht als eigenständig gedacht werden. Im dogmatischen System christlicher Lehre wurde das Böse daher Gott immer untergeordnet (etwa als gefallener Engel, der nur mit Gottes Zulassung agieren könne). Die Ambivalenz dieser Vorstellung illustriert schon die biblische Erzählung davon, wie das Böse nach der Schöpfung in die Welt kam (Genesis 3 ): Es schlich sich in Gestalt einer Schlange in den Garten ein. Dabei wird ausdrücklich gesagt, dass es sich um ein Geschöpf Gottes handelte, das sich freilich (wie der Mensch) durch Klugheit und nackte Unbehaartheit (ein Wortspiel im Hebräischen) besonders auszeichnete. Es ist ebenso möglich die Geschichte so zu interpretieren, dass Gott mit seiner Begründung, die manchen als überzogen erscheint, die Übertretung des Gebotes selbst provoziert hat.

### Judentum
Im Judentum gibt es „das Böse“ nicht als eigenständige Kraft die, von Gott unabhängig, gegen die göttliche Schöpfung kämpft, da Gott als allmächtiger Schöpfer die Macht über alles hat und jedes Geschöpf bei seiner Schöpfung gut war. Es wird eine nicht-dualistische Position vertreten.
„Das Böse“ wird im Narrativ der Tora nicht speziell durch eine „personifizierte böse Figur“ dargestellt, sondern als ein Konzept, das mit den Entscheidungen des Menschen und dem Missbrauch des freien Willens verbunden ist. Der Mensch wird aufgerufen, sich in Übereinstimmung mit Gottes Geboten zu verhalten, um das Böse zu vermeiden. Böses entsteht durch schlechte Taten und Handlungen, Gott gab den Juden die Tora mit 613 Anforderungen, davon 365 Verboten und 248 Geboten.
Der Mensch besitzt, seit er die Frucht vom Baum der Erkenntnis genossen hat, allerdings die Freiheit, gut oder böse zu handeln. Die bösen Neigungen des Menschen – die Neigungen, dem Willen Gottes zuwiderzuhandeln – werden im Judentum als Yetzer hara (hebräisch יצר הרע, ‚böse Neigung‘) bezeichnet. In der hebräischen Bibel erscheint der Begriff zweimal, nämlich in der Genesis, (hebräisch בְּרֵאשִׁית Bereschit, deutsch ‚Im Anfang‘) (Gen 6,5  und Gen 8,21 ). Das Yetzer hara ist keine dämonische Kraft, sondern eine üble Variante der Antriebe, die der Mensch zum physischen Überleben grundsätzlich braucht. So kann z. B. das Bedürfnis nach Nahrung zur Völlerei oder das Fortpflanzungsbedürfnis zum sexuellen Missbrauch führen. Das Yetzer hara ist angeboren, wird mit dem Heranreifen des jungen Menschen aber vom Yetzer tov (‚gute Neigung‘) ersetzt.
Der Begriff „Satan“ (hebräisch שָׂטָן śāṭān, deutsch ‚Widersacher‘ ‚Gegner‘) taucht im Tanach an mehreren (späten) Stellen auf. So im Buch Hiob (Hi 1 ,Hi 2 ), im Buch Sacharja (Zacharias) (Sach 3,1-2 ), 1. Buch der Chronik (1 Chr 21,1 ).
Dabei wird er in der Erzählung nicht immer in der gleichen personifizierten Weise eingesetzt. Der Satan bleibt dabei in monistischer Weise immer „Teil Gottes“ und wird nicht als eine durchgehend böse, eigenständige Figur dargestellt. Vielmehr tritt die „satanische Funktion“ oft als eine Art Widersacher, Ankläger oder Prüfer auf, der in einer göttlichen Funktion agiert, so erstmal in 4. Buch Mose, (hebräisch בְּמִדְבַּר Bəmīḏbar, deutsch ‚in Wüste Sinai‘) (Num 22,22 ).
Der Satan hat eine dem christlichen Verständnis nicht entsprechende Funktion als „himmlischer Ankläger“ und stellt keine Personifikation des Bösen dar.
Auch die Redaktoren des Talmuds entwickelten die Figur Satan (שָּׂטָן) weiter, wobei auch sie diese Funktion nach wie vor nicht als eigene, von Gott unabhängige, personifizierte böse Macht verstanden. Stattdessen wird Satan im Talmud in mehreren Kontexten als eine Figur dargestellt, die entweder als Gegner, Ankläger oder Prüfer agiert, oft im Auftrag Gottes.

#### Kabbala und dualistische Strömungen im rabbinischen Judentum
Während in der Tora, der Literatur des Midrasch und des Talmuds eine eigenständige Macht des Bösen fehlt, finden sich sowohl in der Hekhalot und Merkaba-Literatur keine ausgeprägte Vorstellungswelten von den separierten „Mächten des Bösen“. Mit dem Auftreten einer größeren Anzahl jüdischer Gruppierungen um die Zeitenwende, also vom 2. vorchristlichen bis 2. nachchristlichen Jahrhundert, gab es im Judentum eine Vielzahl von religiösen und gesellschaftlichen Strömungen, die unterschiedliche Überzeugungen und Praktiken vertraten. Diese Gruppen, darunter die Apokalyptiker, spielten eine bedeutende Rolle in der religiösen Landschaft der Zeit und es zeigt sich in den antiken apokryphen und pseudoepigraphischen sowie Qumran-Texten eine deutlich ausgeprägtere Tendenz zu einem Dualismus von Gut und Böse.
In einzelnen Strömungen der Kabbala bildete sich ein Gegensatz heraus, der die „Mächte des Bösen“ in einem nicht nur dualistischen Universum darstellt, sondern in denen „das Böse“ und „das Gute“ in einem beständigen Kampf und Auseinandersetzungen stünden.
In der kabbalistischen Kosmologie wird das Böse unter anderem mit einer Trennung der Verbindung der in den Sephiroth manifestierten göttlichen Eigenschaften Strenge und Gnade erklärt, das heißt, das Böse entsteht demnach „aus der ursprünglichen Einheit des Guten“. In der Kabbala ist Sitra Achra (סטרא אחרא ‚andere Seite‘) die zur göttlichen Heiligkeit im Gegensatz stehende andere Seite. Qliphoth werden metaphorisch als verhüllende Schalen um „Funken göttlicher Lichtemanation“ aufgefasst. Sie sind spirituelle Hindernisse, die ihre Existenz von Gott (אור Or ‚Licht‘) in einem eher äußeren denn innerem Sinne haben. Sie treten in der absteigenden „Ordnung der Evolution“ (hebräisch סדר השתלשלות Seder hischtalschelus) durch Tzimtzum (Selbstkontraktion Gottes aus seiner eigenen Mitte) zum Zweck der Schöpfung der Welt in Erscheinung. Qliphoth verhüllen die einzige Wirklichkeit Gottes wie Schalen die enthaltene Frucht umhüllen. Sie haben als metaphorisch verhüllende Schalen jedoch auch gute Eigenschaften. Wie Schalen die Frucht schützen, so hindern sie die metaphysische göttliche Lichtemanation daran, zerstreut zu werden. Hierbei handelt es sich um die Scherben der inneren sechs Sephiroth-Gefäße, die dem Durchströmen des unendlichen Lichtes von En Sof nicht standhalten konnten und deshalb zerbrachen (שבירת הכלים Schvirat ha-Kelim ‚Bruch der Gefäße‘), jedoch in der Welt erhalten blieben.

### Christentum
Im Christentum ist die Vorstellung von der Erbsünde verbreitet, die vom Sündenfall des ersten Menschenpaares herrührt und auf jeden Menschen übergegangen ist. Die Erbsünde wird auch zur Erklärung des Bösen in der Welt gebraucht, genauer: für das von menschlichen Individuen selbst verursachte Übel (moralisches Übel, malum morale) bzw. Unheil erzeugende soziale Strukturen. Daneben wird auch von Übel bzw. Bösem gesprochen, das nicht durch Menschen verursacht ist und für das nach Auffassung einiger Philosophen und Theologen Gott selbst verantwortlich sei (malum physicum et metaphysicum), indem er es in Kauf genommen habe, um die beste aller möglichen Welten zu erschaffen (siehe auch Theodizee).

Nach einer anderen Sichtweise ist das Böse nicht von Gott gewollt. Die Möglichkeit des Bösen resultiere aus der Fehlbarkeit endlicher, bedingt willensfreier Wesen. Angelehnt an Augustinus wird ethisch Böses als Abkehr von Gott verstanden, die wider bessere Einsicht geschieht: Es bestehe im letzten darin, dass sich der Mensch nicht von Gott herkommend und auf ihn hingeordnet verstehen will und sich selbst absolut setzt. Gott lässt das Böse um der Selbständigkeit der Geschöpfe, vor allem um der Freiheit der Menschen willen zu.

### Zoroastrismus
Der Zoroastrismus, eine der ältesten, stark monotheistisch geprägte Religion - er baut auf alten indoiranischen Traditionen und Überlieferungen auf und entstand zwischen 1800 und 600 v. Chr.  - hat in seiner kosmologischen Sichtweise ein starkes dualistisches Prinzip, das den Kampf zwischen Ahura Mazda („dem Guten“) und Angra Mainyu („dem Bösen“) betont. Diese Dualität ist zentral im Zoroastrismus und prägt das Verständnis von Gut und Böse als zwei völlig getrennte, sich widersprechende Kräfte.
Angra Mainyu ist der personifizierte Ausdruck des Bösen. Er ist ein destruktiver, chaotischer Geist, der die Schöpfung von Ahura Mazda korrumpieren möchte.
In der zoroastrischen Vorstellungswelt ist Angra Mainyu das absolute Gegenteil von Ahura Mazda. Während Ahura Mazda die Welt im Einklang mit Wahrheit, Ordnung und Gerechtigkeit erschaffen hat, strebt Angra Mainyu nach Chaos, Täuschung und Zerstörung. Ahura Mazda und Angra Mainyu stehen sich als feindliche Entitäten gegenüber, die jeweils in ihren Anhängern und deren Handlungen wirken. Im Zoroastrismus ist der Mensch nicht passiv im Kampf zwischen Gut und Böse. Die Menschen sind aufgerufen, aktiv auf der Seite des Guten zu kämpfen, indem sie Asha (Wahrheit und Gerechtigkeit) folgen und gegen Druj (Täuschung und Chaos) ankämpfen. In der zoroastrischen Eschatologie wird das Böse nicht nur als eine gegenwärtige Kraft, sondern auch als ein temporäres Element verstanden, das eines Tages durch den Saoshyant, den Erlöser, überwunden wird.
Am Ende der Welt wird der Saoshyant, eine Art messianische Figur, das Böse besiegen und die Menschheit von der Schmutz und den negativen Einflüssen des Bösen reinigen. Die Toten werden wieder auferstehen und der endgültige Sieg des Guten wird errungen.

### Islam
Der Ursprung des Bösen, personifiziert als „Schaitan“ (arabisch شَيْطَان shaytān) wird im Islam zunächst funktionell vorgestellt. Das Böse häufig mit „Iblis“ und seiner Weigerung, sich vor Adam niederzuwerfen, in Verbindung gebracht. „Iblis“ stellt das Böse als Symbol des Stolzes und des Ungehorsams dar. Er ist nicht das personifizierte Böse im christlichen Sinne, sondern eine Figur, die den Widerstand gegen den göttlichen Willen verkörpert. Schaitan wird im Islam nicht als gleichwertiger Gegner zu Gott angesehen, vielmehr ist er ein Wesen, das von Allah erschaffen wurde und dem eine gewisse Macht zugewiesen wurde, aber er bleibt immer unter der Kontrolle Gottes.
Die Geschichte von Iblis wird im Qur'an in mehreren Versen erzählt, vor allem in der Sure 7:11-18 und Sure 15:28-44. Iblis war ursprünglich ein Dschinn, eine spirituelle Entität, die in der Welt der Engel verweilte, der sich aber weigerte, Adam zu verehren, als Allah dies befahl. Aus diesem Akt des Ungehorsams wurde Iblis von Allah verstoßen und zum Satan (Schaitan) der Muslime.

### Daoismus
Das Dao hat im Daoismus die Bedeutung eines der ganzen Welt zugrunde liegenden, alldurchdringenden Prinzips. Es ist die höchste Wirklichkeit und das höchste Mysterium, die uranfängliche Einheit, das kosmische Gesetz und Absolute. Aus dem Dao entstehen die „zehntausend Dinge“, also der Kosmos, und auch die Ordnung der Dinge entsteht aus ihm, ähnlich einem Naturgesetz, doch ist das Dao selbst kein omnipotentes Wesen, sondern der Ursprung und die Vereinigung der Gegensätze und somit undefinierbar.
Das Wirken des Dao bringt die Schöpfung hervor, indem es die Zweiheit, das Yin und das Yang, Licht und Schatten hervorbringt, aus deren Wandlungen, Bewegungen und Wechselspielen dann die Welt hervorgeht.

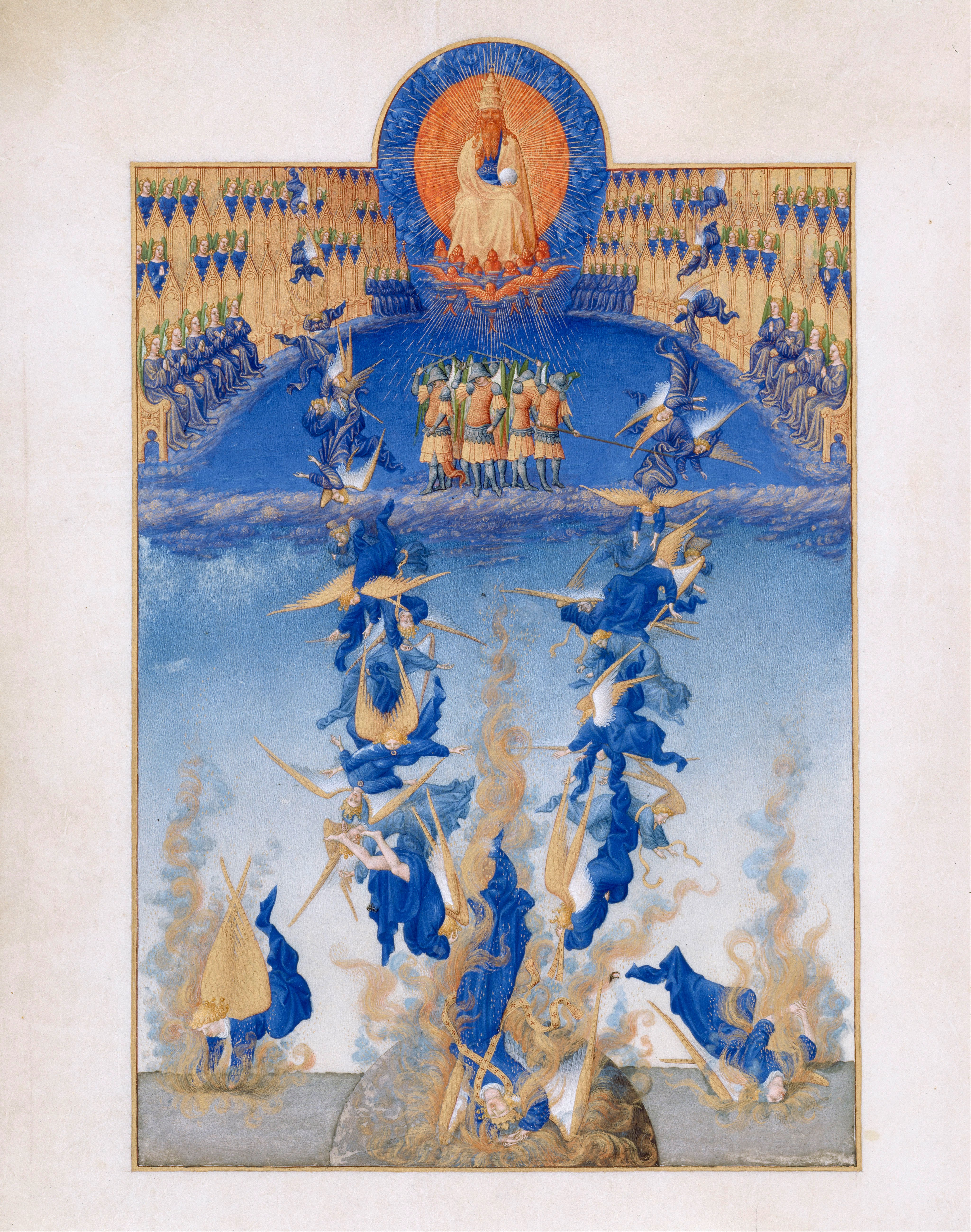
Les Très Riches Heures des Herzogs von Berry, fol. 64^{v}, 1412/16: mittelalterliche Vorstellung der Entstehung des Bösen: Der Engel Luzifer stürzt; er wird zum „bösen Gegenprinzip“ Gottes

## Personifikation
In mehrere Kulturen gibt es Personifikationen des Bösen, so etwa den christlichen Teufel, persische Diw oder die Asura des Hinduismus. Ihnen allen ist – ihrer bösen Natur gemäß – gemeinsam, dass sie Unglück und Verderben bringen.
Oft sind solche Personifikationen Neuinterpretationen religiöser Figuren, die durch Religionswechsel aus ihren bisherigen Funktionen und von ihrem Status als Protagonisten verdrängt worden sind. So wurde z. B. der gehörnte griechische Hirtengott Pan infolge der christlichen Missionierung zu einer Erscheinungsform des Teufels, der so ebenfalls Hörner und Bocksfüße erhielt (eine solche Umdeutung ist ein Fall von Interpretatio Christiana).
Die Personifikation des Bösen als Satan oder Teufel gibt es in vielen abendländischen Werken der Weltliteratur, so etwa in Dantes Inferno, in Goethes Faust oder in Bulgakovs Der Meister und Margarita. In Goethes Faust beschreibt sich der Teufel Mephistopheles als:
„Ein Theil von jener Kraft, // Die stets das Böse will und stets das Gute schafft. … Ich bin der Geist, der stets verneint!“ (Goethe: Faust. Der Tragödie erster Theil, 1. Akt, Studierzimmer.)
Auch in zahlreichen Fantasy-Büchern und -Filmen gibt es prominente Anführer der Bösen: Morgoth und Sauron bei J. R. R. Tolkien, Voldemort bei Harry Potter, der Imperator in Star Wars. Nur in diesen Phantasien gibt es dunkle Herrscher, die sich selbst auch als böse definieren. Gemeinsam ist all diesen Figuren ein Streben nach beständiger Vergrößerung ihrer Macht über möglichst viele Wesen allein zum eigenen Vorteil ohne Skrupel oder moralische Bedenken. Nach einigen Auffassungen wird das Böse auch als eigenständige Urkraft betrachtet, die sich manchmal in Dämonen personalisiert, manchmal aber auch eigenständig auftritt als das absolut Böse (z. B. im Cthulhu-Mythos). Die Entwicklung der Gesellschaft verläuft nach Auffassung einiger in Zyklen zwischen Zeitaltern des Guten, goldenen Zeitaltern, und Zeitaltern des Bösen, dunklen Zeitaltern.

## Nationale Zuordnung
Im Rahmen geschichtlicher Betrachtung kommt es mitunter zu einer „nationalen Zuordnung des Bösen“ (Franz Graf-Stuhlhofer). Insbesondere im Hinblick auf die Ereignisse der Zeit des Nationalsozialismus steht das von Menschen bewirkte Böse deutlich vor Augen. Dieses Böse wurde von bestimmten Tätern verübt und von vielen anderen Menschen ermöglicht. Bei der Darstellung dieser Ereignisse erscheint oft eine bestimmte, nämlich die deutsche Nation als hauptverantwortlich und somit als besonders böse. Bei der Beschäftigung mit solchen dunklen Zeiten ist eine Zuordnung des Bösen fast unvermeidlich: Entweder es werden einzelne Menschen als Hauptverantwortliche herausgestellt (und daneben die große Mehrheit der Bevölkerung als unschuldig bzw. mehr oder weniger als Opfer), oder es wird die Beteiligung und Mitverantwortung eines großen Teils der Bevölkerung betont (wie etwa die Wehrmachtsausstellung auf Verbrechen großer Teile der Wehrmacht hinwies). Unter den Ereignissen im Zusammenhang mit dem Zweiten Weltkrieg gibt es aber viele weitere Verbrechen, die von Angehörigen anderer Nationen verübt wurden, z. T. unter Mitverantwortung hoher Politiker oder Generäle; siehe etwa Das Schwarzbuch des Kommunismus.

## Symbole
Ein prominentes Beispiel für ein Symbol des Bösen ist der auf der Spitze stehende Drudenfuß (gestürztes Pentagramm). Aber auch Totenköpfe oder – in Auseinandersetzung mit den Zeichen des Christentums – umgedrehte Kreuze (Petruskreuz) werden heute als Symbole des Bösen verwendet.
Hier ist allerdings anzumerken, dass diese Symbole erst in der Neuzeit zu Zeichen des Bösen erklärt wurden und es in ihrer ursprünglichen Bedeutung nicht waren und sogar an alten Kirchen zu finden sind (Beispiel: die Marktkirche Hannover).

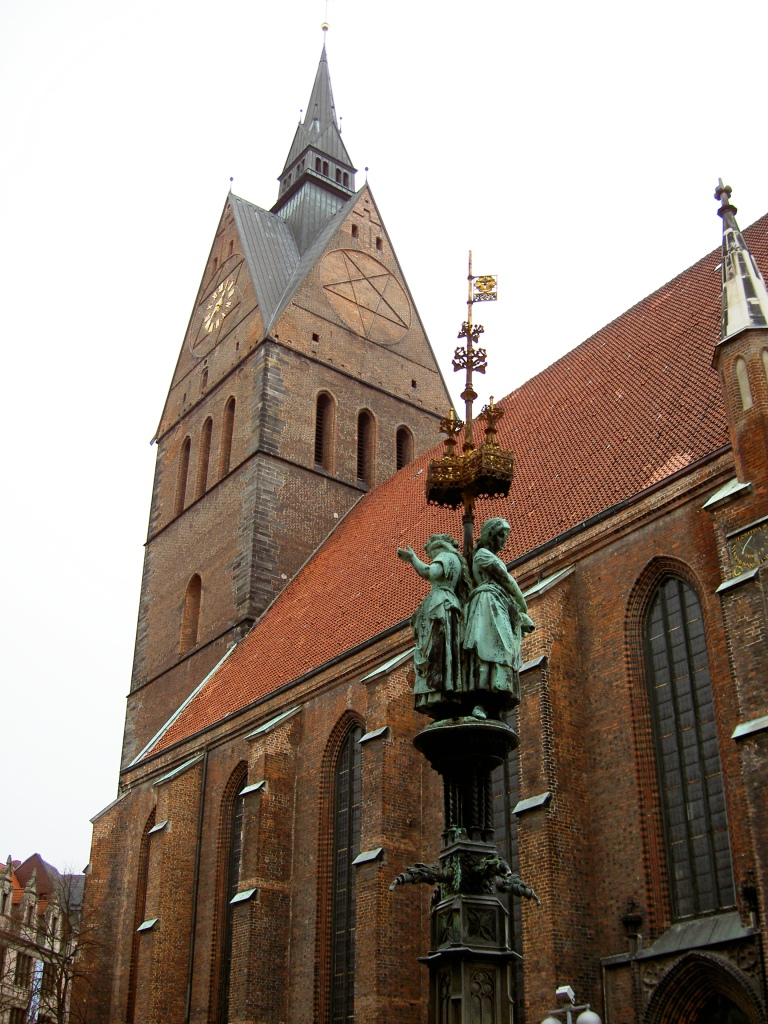
Drudenfuß am Glockenturm der Marktkirche in Hannover

### Philosophie
- Augustinus: De libero arbitrio (Über den freien Willen)
- Thomas von Aquin: De malo (Über das Böse)
- Hannah Arendt: Eichmann in Jerusalem. Ein Bericht von der Banalität des Bösen, 1963.
- Hannah Arendt: Über das Böse. 10. Auflage Piper Taschenbuch, 2007, ISBN 978-3-492-25063-4.
- Jean Baudrillard: Transparenz des Bösen. Ein Essay über extreme Phänomene, Berlin 1992.
- Ludger Honnefelder: Was soll ich tun, wer will ich sein? Vernunft und Verantwortung, Gewissen und Schuld. Berlin 2007, ISBN 978-3-940432-05-6.
- Susan Neiman: Das Böse denken: Eine andere Geschichte der Philosophie, Suhrkamp, Frankfurt/M. 2004, ISBN 3-518-45753-5. engl.: Evil in modern thought. An Alternative History of Philosophy. 2002
- Alfred Schütze: Das Rätsel des Bösen. Perspektiven der Anthroposophie, Fischer 1982.
- Christoph Schulte: radikal böse. Die Karriere des Bösen von Kant bis Nietzsche. München 1991.
- Walter Simonis: Schmerz und Menschenwürde. Das Böse in der abendländischen Philosophie. Königshausen und Neumann 2001, ISBN 978-3-8260-2100-8.
- Colin McGinn: Das Gute, das Böse und das Schöne. Klett-Cotta, Stuttgart 2001, ISBN 3-608-91968-6.
- Christian Göbel: Über das Absolut-Böse. In: Erbe und Auftrag 77 (2001), S. 470–477.
- Terry Eagleton: Das Böse. Ullstein, Berlin 2011, ISBN 978-3-550-08830-8 [On Evil. Yale University Press 2010].
- Bettina Stangneth: Böses Denken. Rowohlt Verlag, Reinbek 2016, ISBN 978-3-498-06158-6.
- Jörg Noller: Theorien des Bösen zur Einführung. Junius Verlag, Hamburg 2017, ISBN 978-3-88506-788-7.
- Jörg Noller: Gründe des Bösen: Ein Essay im Anschluss an Kant, de Sade und Arendt (= reflexe, Bd. 53). Schwabe, Basel 2019, ISBN 978-3-7965-3816-2.
- Jörg Noller: Über das Böse: Interdisziplinäre Perspektiven (= Geist und Geisteswissenschaft, Bd. 3). Alber, Freiburg – München 2020, ISBN 978-3-495-49024-2.
- Werner Moskopp, Stefan Neuhaus: Figurationen des Bösen – Ein Kompendium. Konigshausen und Neumann, Würzburg 2023, ISBN 978-3-8260-7703-6.
- Karen Gloy: Reflexionen über dass Böse, Königshausen u. Neumann, Würzburg 2024, ISBN  978-3-8260-8921-3

### Ästhetik
- Karl-Heinz Bohrer: Das Böse – eine ästhetische Kategorie? In: ders.: Nach der Natur. Über Politik und Ästhetik. München/Wien 1988.
- Karl Heinz Bohrer: Imaginationen des Bösen. Für eine ästhetische Kategorie. Hanser, München u. a. 2004, ISBN 3-446-20494-6.
- Peter-André Alt: Ästhetik des Bösen. C.H.Beck, München 2010, ISBN 978-3-406-60503-1.

### Theologie und Religion
- Eugen Drewermann: Strukturen des Bösen. Schöningh Verlag 1977 (1. Aufl., zugleich 1978 als Habilitationsschrift angenommene Promotion), 1988 (Sonderaufl.), ISBN 3-506-72100-3.
- Friedrich Hermanni, Peter Koslowski (Hrsg.): Die Wirklichkeit des Bösen. 1998.
- Friedrich Hermanni: Das Böse und die Theodizee. Eine philosophisch-theologische Grundlegung. 2002.
- Peter Koslowski (Hrsg.): Ursprung und Überwindung des Bösen und des Leidens in den Weltreligionen. 2001.
- Paul Ricœur: Das Böse: eine Herausforderung für Philosophie und Theologie. Vortrag in Lausanne 1985. Tvz Theologischer Verlag, Zürich 2006, ISBN 3-290-17401-8.
- Werner H. Ritter (Hrsg.): Okkulte Faszination. Symbole des Bösen und Perspektiven der Entzauberung. Theologische, religionssoziologische und religionspädagogische Annäherungen. Neukirchener, Neukirchen-Vluyn 1997, ISBN 3-7887-1655-X.
- Richard Rohr: Vom Bösen. Eine neue Theologie. Aus dem Amerikanischen von Elisabeth Liebl. Claudius, München 2022, ISBN 978-3-532-62870-6.
- Elmar Willnauer: Heute das Böse denken. Mit Immanuel Kant und Hannah Arendt zu einem Neuansatz für die Theologie. Rhombos-Verlag, 2005, ISBN 3-937231-63-3.

### Biologie (Verhaltensforschung)
- Konrad Lorenz: Das sogenannte Böse. Zur Naturgeschichte der Aggressivität. Wien 1963.

### Psychologie
- Erich Fromm: Anatomie der menschlichen Destruktivität. dt. Ausgabe, DVA, Stuttgart 1974, ISBN 3-421-01686-0.
- Reinhard Haller: Das ganz normale Böse. Ecowin, Salzburg 2009.

### Kulturgeschichte
- Carsten Colpe, Wilhelm Schmidt-Biggemann (Hrsg.): Das Böse. Eine historische Phänomenologie des Unerklärlichen. Suhrkamp, Frankfurt am Main 1993, ISBN 3-518-28678-1.
- Gerald Messadié: Teufel Satan Luzifer – Universalgeschichte des Bösen (Originaltitel: Histoire générale du diable, übersetzt von Michaela Meßner). dtv, München 1999, ISBN 3-423-30730-7.
- Werner H. Ritter, Jörg A. Schlumberger: Das Böse in der Geschichte (= Bayreuther Historische Kolloquien, Band 16). Röll, Dettelbach 2003, ISBN 3-89754-209-9.
- Rüdiger Safranski: Das Böse oder Das Drama der Freiheit. Hanser, München 1997, ISBN 3-446-18767-7.[28]
- Alexander Schuller, Wolfart von Rhaden (Hrsg.): Die andere Kraft. Zur Renaissance des Bösen (= Acta humaniora). Akademie Verlag, Berlin 1993, ISBN 3-05-002366-X.